# Antygoryt
Antygoryt – minerał z gromady krzemianów zaliczany do grupy serpentynów. Należy do minerałów pospolitych i szeroko rozpowszechnionych.
Nazwa wywodzi się od Antigoro (nazwa doliny we włoskim Piemoncie) – miejsca pozyskiwania czystego antygorytu. Znane w gemmologii odmiany: bowenit i williamsyt.

## Właściwości
Jest kruchy, ale pojedyncze płytki bywają giętkie i sprężyste. Tworzy kryształy płytkowe, tabliczkowe i łuskowe. Występuje w skupieniach ziarnistych, płytkowych. Przeważnie zawiera żelazo (wpływa na intensywność zabarwienia), rzadziej glin, chrom, nikiel, mangan.

## Występowanie
Minerał wtórny, zwykle występujący jako główny składnik zbitych serpentynitów; powstaje z przeobrażenia oliwinu w ultrabazytach, gabrach, zasadowych skałach wylewnych.
Miejsca występowania:
- Włochy - Antigorio, Piemont,
- Pakistan - przezroczysty, dobrej jakości, żółtozielony,
- Nowa Zelandia - piękny ciemnoniebieskawozielony – bowenit,
- USA - jabłkowozielony bowenit Delaware River, Rhode Island; williamsyt - Rock Springs, Maryland,
- Chiny, RPA, Afganistan, Kanada, Wenezuela, Australia, Wielka Brytania, Austria, Szwajcaria, Norwegia, Finlandia, Niemcy,

W Polsce – jako składnik serpentynitów w okolicach; Ząbkowic Śląskich, Szklar, Kowar.

## Zastosowanie
- W jubilerstwie ograniczone;
  - okazy fasetowane (williamsyt) należą do wyjątkowych rzadkości;
  - jako surowiec dekoracyjny i rzeźbiarski (bowenit)
- ma znaczenie naukowe, jako wskaźnik charakteru i warunków przeobrażeń
- jest poszukiwany i ceniony przez kolekcjonerów[potrzebny przypis]
- wartościowy materiał zdobniczy, dekoracyjny i rzeźbiarski
- używany jako imitacja jadeitu